# Blanca Ortiz de Sánchez Montenegro
Blanca Ortiz de Sánchez Montenegro (Tumaco, Colombia, 1908-Bogotá, Colombia 1977) fue una poeta, actriz y docente colombiana.
Dedicó su vida al conocimiento literario, principalmente en las ciudades de Pasto y Bogotá, y se destacó por la calidad de sus escritos y su jovialidad.

## Biografía
Su ciudad natal fue Tumaco, Nariño, sin embargo, migró de aquel puerto colombiano a temprana edad, del cual se inspiró para realizar la mayoría de sus obras literarias, como su libro de poemas "Diafanidad".
La poeta vivió postrada en una cama durante varios años debido a la artritis que padecía, junto a dolores causados por lo anterior.
En 1977 fallece en la ciudad de Bogotá, D. C. Se desconoce exactamente la causa de su muerte, pero lo más probable es que fuese por la misma artritis. 

### Matrimonio
Se casó a la edad de 18 años con el tuquerreño Víctor Sánchez Montenegro, un intelectual que compartió su vida junto a Blanca Ortiz, apoyándose mutuamente, gracias a sus afinidades por la cultura, en las actividades literarias que realizaban, como por ejemplo en la obra teatral La pasajera, escrita por Sánchez Montenegro y protagonizada por Ortiz.
Su esposo fue profesor de literatura e historia, abogado de la Universidad Nacional, escritor, editor de revistas, traductor, animador cultural y miembro del partido conservador.
La pareja no tuvo hijos durante sus 51 años de matrimonio, sin embargo siempre se destacaron por su unión gracias a la literatura, pues se dice que Blanca no solo fue la lectora de los escritos de su esposo, sino también su crítica personal; además, Víctor Sánchez se encargó de publicar e impulsar los trabajos de su esposa en revistas donde este trabajaba.

## Trayectoria literaria
Su vida se destacó por estar vinculada al ámbito literario, debido a que fue una mujer que sobresalió en las letras y las artes en el sur de Colombia. Siendo actriz actuó en la obra teatral La pasajera.
Entre sus obras más destacadas se encuentra “Diafanidad”, el cual es un libro de poemas que son basados sobre temáticas de Tumaco y sectores aledaños. En estos poemas se evidencia la descripciones de personas, paisajes de la costa y algunas costumbres de su lugar de origen. En su literatura se reflejan sus experiencias y emociones vividas en su ciudad natal.
En la emisora la Voz de Bogotá, la poeta expuso una "improvisación en que hizo el análisis de la vida intelectual del Departamento de Nariño con exquisito conocimiento y amplio criterio de dama intelectual que honra las letras patrias". Adicionalmente, junto con Víctor Sánchez Montenegro, realizaron un cruce de textos para entrelazar una anécdota jocosa de celos y trucos amorosos entre ellos, como esposos, y los personajes de la novela “Don Quijote de la Mancha”: Dulcinea del Toboso, Don Quijote y el bachiller Sansón Carrasco, creando así una ingeniosa escritura paródica y humor poético.

### Legado
Blanca Ortiz fue conocida por ser, teniendo en cuenta las fechas, la primera mujer nariñense en publicar un libro, y una de las primeras en hacerlo sobre el género de poesía romántica.
Fue agente de la librería Voluntad para Nariño en 1940. Además, se convirtió en la primera mujer librera de la ciudad y fundadora de la librería Víctoria de Pasto en 1949.
La escritora tuvo reconocimiento como una de las mejores poetas colombianas de la época, junto a María de la Cruz Hinestroza de Rosero, más conocida como Maruja Hinestroza; Cecilia Guerrero Orbegozo; Rosario Conto de Cabrera; Laura Imelda Jurado, entre otras. Además, fue elegida socia honoraria de un centro cultural en Buenos Aires, Argentina. De modo que, esto la convierte en una importante figura histórica para la literatura de Colombia y, sobre todo, para las mujeres del país.

## Obras
Su libro “Diafanidad” se editó en Bogotá en el año de 1938, a partir del cual nacieron varios de sus poemas.

### Libros
- Diafanidad (1938)[6]
- El puerto de los romances (1942-hasta la fecha ha sido imposible localizarlo después de agotarse en la época)[1]
- La sombra divina (Sin publicar)[1]

### Poemas
- La Sirena[6]
- El barco de Simbad[2]
- La niña se está pintando[2]
- Costaneras[1]
- La canoa abandonada[6]
- El vestido del pescador[6]
- Romance del amor que se va[6]
- Era como el corazón secreto del océano[2]
- El caracol[6]
- La sonámbula[6]
- Ibase la niña camino del mar[6]
- El marinero loco[6]
- Ingenuidad[6]
- Serrana[6]